# 本間直
本間 直（ほんま ちょく、1852年（嘉永5年11月） - 1919年（大正8年）12月12日）は、明治時代の政治家、実業家、銀行家。衆議院議員（3期）。

## 経歴
佐渡国雑太郡、のちの新潟県雑太郡国中村（佐渡郡国中村、新穂村および畑野村（畑野町）を経て現佐渡市）に生まれる。幼くして浮屠氏の門に入り清水寺の住職圓明に従い仏典を修める。のち大和国式上郡初瀬村（式上郡初瀬町、磯城郡初瀬町、現奈良県桜井市初瀬）にある真言宗豊山派総本山の長谷寺に托し修学する。教導となり、本官権訓導、権少講義を経て、1881年（明治14年）還俗し、的場弥三郎と共に初瀬に紡績工場を興した。その後、初瀬村長、初瀬町会議員、同町長を歴任した。また、大和興業銀行頭取および日本製糸会社社長を務めた。
1890年（明治23年）7月の第1回衆議院議員総選挙では奈良県第2区から立憲政友会所属で出馬し当選。第5回、第6回総選挙でも当選し衆議院議員を通算3期務めた。